# 소문12방
"소문12방"(Twelve Heroes)은 한국에서 제작된 이혁수 감독의 1982년 영화이다. 강용석 등이 주연으로 출연하였고 김용준 등이 제작에 참여하였다.

## 출연

### 주연
- 강용석
- 이해룡
- 이진영

## 기타
- 조명: 손달호
- 녹음: 유창국